# Navoiy

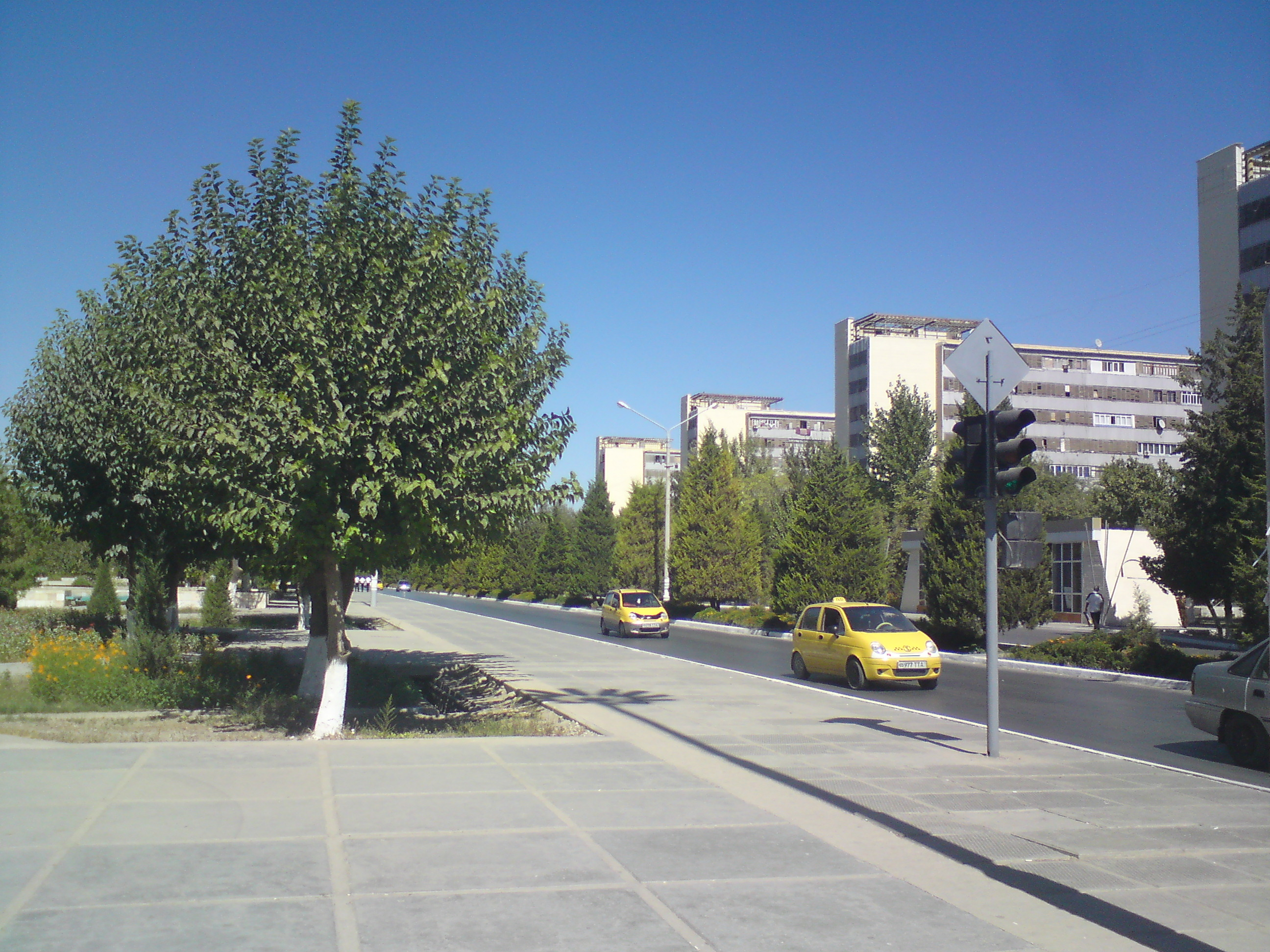

Denna artikel behandlar staden. För poeten Navoiy, se Mir Ali Schir Navaji.
Navoiy (före självständiheten 1991 även ryska: Навои: Navoi) är en stad i sydvästra Uzbekistan, på latitud 40° 5' 4N, longitud 65° 22' 45E, på 382 meters höjd över havet, med 117 600 invånare (1999). Den är huvudort i provinsen Navoiy. Staden hette tidigare Kermine (eller Karmana) som en del av emiratet Buchara; år 1958 fick den det nuvarande namnet, efter poeten Alisher Navoiy. Stadens ekonomi bygger på områdets stora fyndigheter av naturgas, värdefulla metaller, såsom guld, och annat råmaterial.